# Ескадрені міноносці типу «Турбіне»
Ескадрені міноносці типу «Турбіне» (італ. Classe Turbine) — серія ескадрених міноносців ВМС Італії часів Другої світової війни.

## Історія створення
Ескадрені міноносці типу «Турбіне» були розроблені фірмою «Одеро» як розвиток попереднього типу «Надзаріо Сауро». Кораблі будувались на верфях «Cantieri Odero» та «Ansaldo» в Генуї і «Cantieri Navali del Tirreno e Riuniti» в Ріва Трігозе.

## Представники
| Корабель              | Виготовлювач                            | Закладено            | Спущено             | У строю                | Доля                                                                                                 |
| --------------------- | --------------------------------------- | -------------------- | ------------------- | ---------------------- | --- |
| «Аквілоне» «Aquilone» | «Cantiere navale di Sestri Ponente»     | 18 березня 1925 року | 3 серпня 1927 року  | 19 грудня 1927 року    | Підірвався на міні та затонув 17 вересня 1940 року                                                   |
| «Бореа» «Borea»       | «Ansaldo»                               | 29 квітня 1925 року  | 28 січня 1927 року  | 24 листопада 1927 року | Потоплений внаслідок авіанальоту 17 вересня 1940 року                                                |
| «Есперо» «Espero»     | «Ansaldo»                               | 29 квітня 1925 року  | 31 серпня 1927 року | 4 квітня 1928 року     | Загинув у бою 28 червня 1940 року                                                                    |
| «Еуро» «Euro»         | «Cantieri Navali del Tirreno e Riuniti» | 24 січня 1925 року   | 7 липня 1927 року   | 22 грудня 1927 року    | Потоплений внаслідок авіанальоту 3 жовтня 1943 року                                                  |
| «Нембо» «Nembo»       | «Cantieri Navali del Tirreno e Riuniti» | 21 січня 1925 року   | 27 січня 1927 року  | 24 жовтня 1927 року    | Потоплений внаслідок авіанальоту 20 липня 1940 року                                                  |
| «Остро» «Ostro»       | «Ansaldo»                               | 29 квітня 1925 року  | 2 січня 1928 року   | 9 жовтня 1928 року     | Потоплений внаслідок авіанальоту 20 липня 1940 року                                                  |
| «Турбіне» «Turbine»   | «Ansaldo»                               | 24 березня 1925 року | 21 квітня 1927 року | 27 серпня 1927 року    | Захоплений німцями та перейменований на «ТА14» Потоплений внаслідок авіанальоту 16 вересня 1944 року |
| «Дзеффіро» «Zeffiro»  | «Ansaldo»                               | 29 квітня 1924 року  | 27 травня 1927 року | 28 травня 1928 року    | Потоплений внаслідок авіанальоту 5 липня 1940 року                                                   |

## Конструкція
Порівняно з попереднім типом, ескадрені міноносці типу «Турбіне» мали більші розміри. Це дало змогу розмістити на кораблях енергетичну установку більшої потужності, що у свою чергу збільшило швидкість на 1 вузол. На кораблях були встановлені додаткові бортові танки, що дало змогу збільшити запас палива.
На випробуваннях всі кораблі перевищили розрахункову швидкість, але при повному завантаженні швидкість не перевищувала 33 вузли.
Озброєння складалось з двох спарених установок з 120-ии гарматами «120/45» і двох тритрубних 533-мм торпедних апаратів.
Зенітне озброєння складалось з 2 x 40-мм гармат «пом-пом» і 2 x 13,2-мм кулеметів «Breda Mod. 31».
Крім того, есмінці могли нести 52 міни.
На початку війни на «Еуро» та «Турбіне» застарілі 40-мм гармати були замінені на вісім 20-мм автоматів «Breda 20/65 Mod. 1935».
У 1942 році на «Турбіне» був знятий один торпедний апарат, замість нього встановлені два 37-мм зенітні автомати.